# 邑城古城
邑城古城，位于中国河北省邯郸市邑城镇邑城村西，为邯郸市武安市的一个省级文物保护单位，类型为古遗址，公布时间为2001年2月7日。
邑城古城的历史年代为战国—汉。